# XLR129

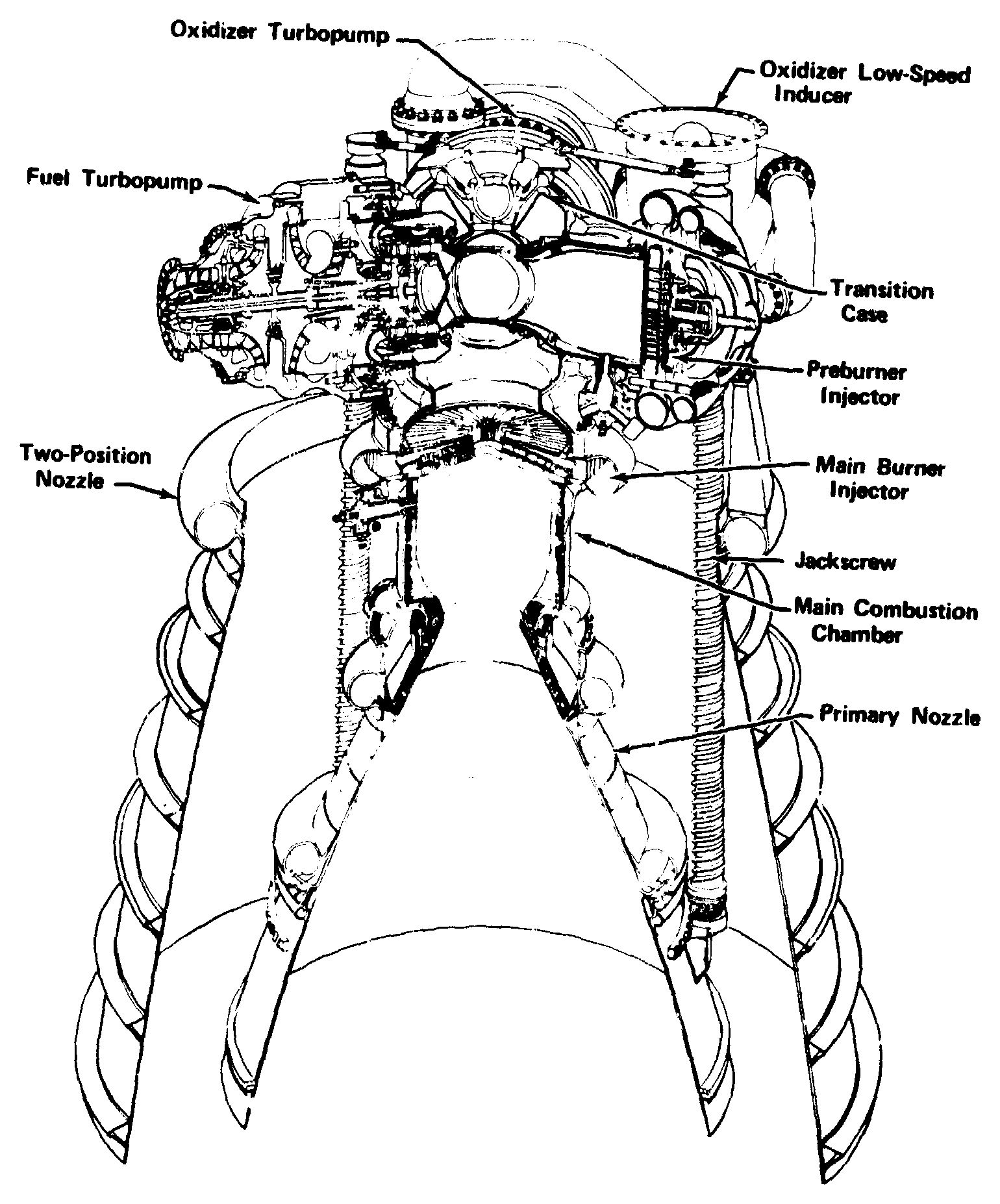
XLR-129実証エンジンの断面図

XLR-129はアメリカの液体水素/液体酸素を推進剤とする航空機用のロケットエンジンである。プラット・アンド・ホイットニーによって開発され、高度に応じて膨張比を変更可能な伸展式ノズルを備え、当初は推力が250,000 lbsだった。
XLR-129は当初、アメリカ空軍で1960年代に計画された偵察用有人ロケット飛行機であるアイシングラス計画の為に再使用型エンジンとして設計された。
スペースシャトルに搭載する為に推力を350,000 lbsに増強する事が試みられたがロケットダインのSSMEが採用された。
XLR-129計画は完成しなかった。完成したエンジンは生産されなかったが多くのシステムが開発され、試験された。